# Lucin, Tỉnh West Pomeranian
Lucin [ˈlut͡ɕin] (tiếng Đức: Luisenhof) là một ngôi làng thuộc khu hành chính của Gmina Przelewice, thuộc hạt Pyrzyce, West Pomeranian Voivodeship, ở phía tây bắc Ba Lan. Nó nằm khoảng 5 kilômét (3 mi)  phía nam của Przelewice, 16 km (10 mi) về phía đông nam Pyrzyce và 52 km (32 mi) về phía đông nam của thủ đô khu vực Szczecin.
Trước năm 1945, khu vực này là một phần của Đức. Đối với lịch sử của khu vực, xem Lịch sử của Pomerania.